# Insulasaurus arborens
Espèce
Synonymes
- Sphenomorphus arborens Taylor, 1917
- Sphenomorphus lednickyi Taylor, 1919

Insulasaurus arborens est une espèce de sauriens de la famille des Scincidae.

## Répartition

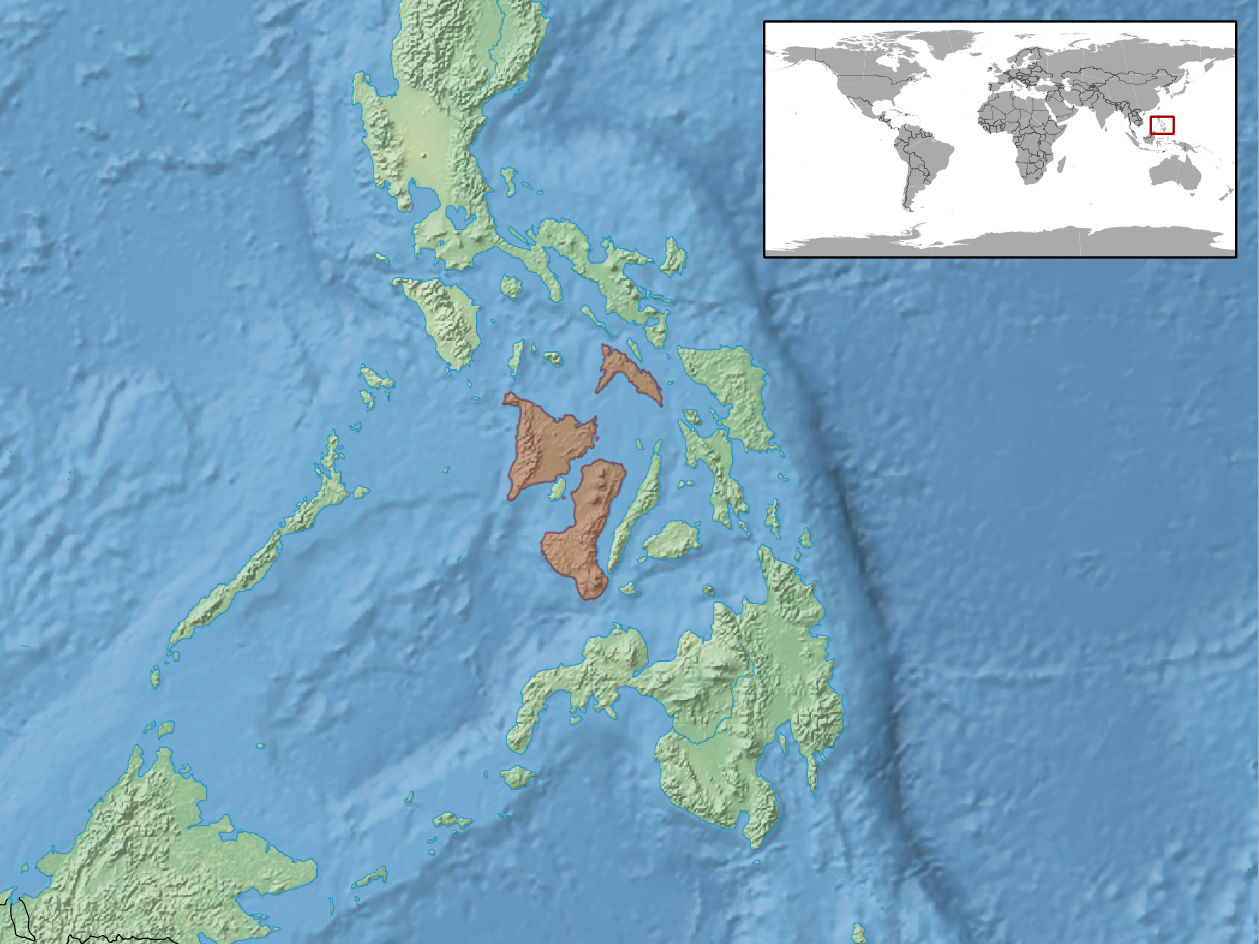
Répartition de l'espèce.

Cette espèce est endémique des Philippines. Elle se rencontre sur les îles de Negros, de Panay, de Pan de Azúcar et de Masbate.

## Publication originale
- Taylor, 1917 : Snakes and lizards known from Negros, with descriptions of new species and subspecies. Philippine Journal of Science, vol. 12, p. 353-381 (texte intégral).